# Dicranomyia (Dicranomyia) bhima
Dicranomyia (Dicranomyia) bhima is een tweevleugelige uit de familie steltmuggen (Limoniidae). De soort komt voor in het Oriëntaals gebied.